# Karl Wurm (Astronom)
Karl Wurm (* 21. Juli 1899 in Siegen; † 16. Februar 1975 in Bonn) war ein deutscher Astronom.
Wurm studierte an der Universität Bonn Mathematik, Physik und Chemie mit der Promotion 1926. Danach ging er an das Astrophysikalische Observatorium in Potsdam, wo er Bandenspektren von Molekülen aus Sternatmosphären und Kometen untersuchte. Das führte zu einem diesbezüglichen Beitrag im Handbuch der Astrophysik (1930). Er forschte über Kometen und insbesondere nach einem Studienaufenthalt bei Otto von Struve 1938 am Yerkes-Observatorium über Spektren von Gasnebeln. 1941 wurde er Haupt-Observator der Hamburger Sternwarte in Hamburg-Bergedorf. 1950 war er einige Monate Gastprofessor an der Humboldt-Universität Berlin und am Observatorium in Babelsberg. Wegen der schlechten Beobachtungsbedingungen in Hamburg beobachtete er ab 1954 regelmäßig in Asiago (Venetien).

## Schriften
- Die Natur der Kometen. In: Mitteilungen der Hamburger Sternwarte. Band 8, Nr. 51, 1943.
- Die Planetarischen Nebel. Akademie Verlag, 1951.
- Monochromatic Atlas of the Orion Nebula. 1961.
- mit J. Rahe und B. Dunn: Atlas of cometary forms. Washington D.C. 1970.

Er schrieb die Kapitel Die Spektren Planetarischer Nebel und Die Theorie der Planetarischen Nebel im Handbuch der Physik (Band 50, 1958) und Die Kometen in Band 52 (1959).